# Chérence
Chérence egy község Franciaországban. Lakosainak száma 128 fő (2022. január 1.).

## Földrajza
Chérence Chaussy, Amenucourt, La Roche-Guyon, Haute-Isle, Vétheuil és Villers-en-Arthies községekkel határos.